# George Clayton Johnson

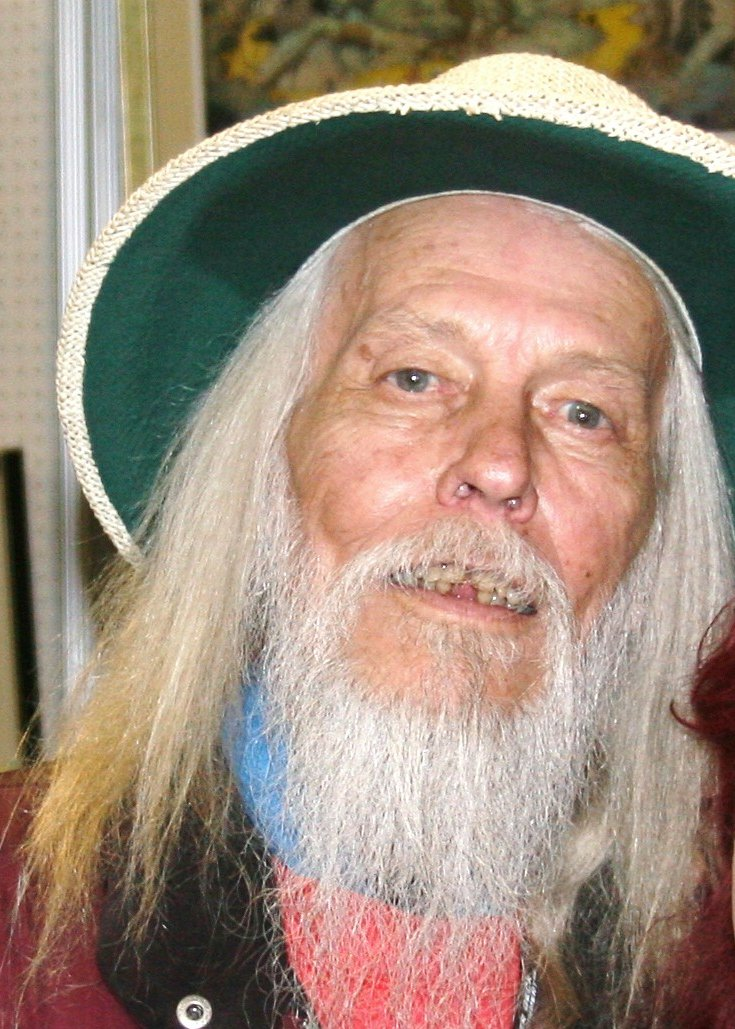
George Clayton Johnson (2006)

George Clayton Johnson (* 10. Juli 1929 in Cheyenne, Wyoming; † 25. Dezember 2015 in Los Angeles, Kalifornien) war ein US-amerikanischer Roman- und Drehbuchautor und trat gelegentlich auch als Filmschauspieler in Erscheinung.

## Leben
Johnson verfasste einige Kurzgeschichten und Romane im SF-Bereich. So war er zusammen mit William F. Nolan der Autor der Dystopie Logan’s Run (1967), der Vorlage zu dem Film Flucht ins 23. Jahrhundert (1976). In den 1960er und 1970er Jahren war er ein gefragter Drehbuchautor. So schrieb er unter anderem das Drehbuch zur ersten Folge der erfolgreichen Fernsehserie Raumschiff Enterprise, Das Letzte seiner Art. Weitere bemerkenswerte Arbeiten erfolgten zu The Twilight Zone und Kung Fu.
Außerdem verfasste er die Romanvorlage zu Frankie und seine Spießgesellen; der Film wurde 2001 unter dem Titel Ocean’s Eleven mit George Clooney in der Hauptrolle neu verfilmt.
1961 und 1962 war Johnson in Nebenrollen sowohl in der Fernsehserie Abenteuer unter Wasser als auch in dem Drama Weißer Terror zu sehen.

## Filmografie (Auswahl)
Als Drehbuchautor (Auswahl)
- 1959: Alfred Hitchcock präsentiert (Fernsehserie, 1 Folge)
- 1960–1963: Twilight Zone (Fernsehserie, 7 Folgen)
- 1962: Icarus Montgolfier Wright (Kurzfilm)
- 1966: Raumschiff Enterprise (Fernsehserie, 1 Folge)
- 1973: Kung Fu (Fernsehserie, 1 Folge)
- 1983: Unheimliche Schattenlichter (Twilight Zone: The Movie)
- 2015: The Jungle of Jules Levine (Kurzfilm)

Verfilmungen seiner Werke (Auswahl)
- 1960: Frankie und seine Spießgesellen (Ocean’s 11)
- 1976: Flucht ins 23. Jahrhundert (Logan's Run)
- 2001: Ocean’s Eleven

Als Schauspieler
- 1961: Abenteuer unter Wasser (Fernsehserie, 1 Folge)
- 1962: Weißer Terror (The Intruder)
- 2008: The Boneyard Collection
- 2008: Her Morbid Desires
- 2009: Crustacean
- 2003: Saint Bernard